# Koopavond

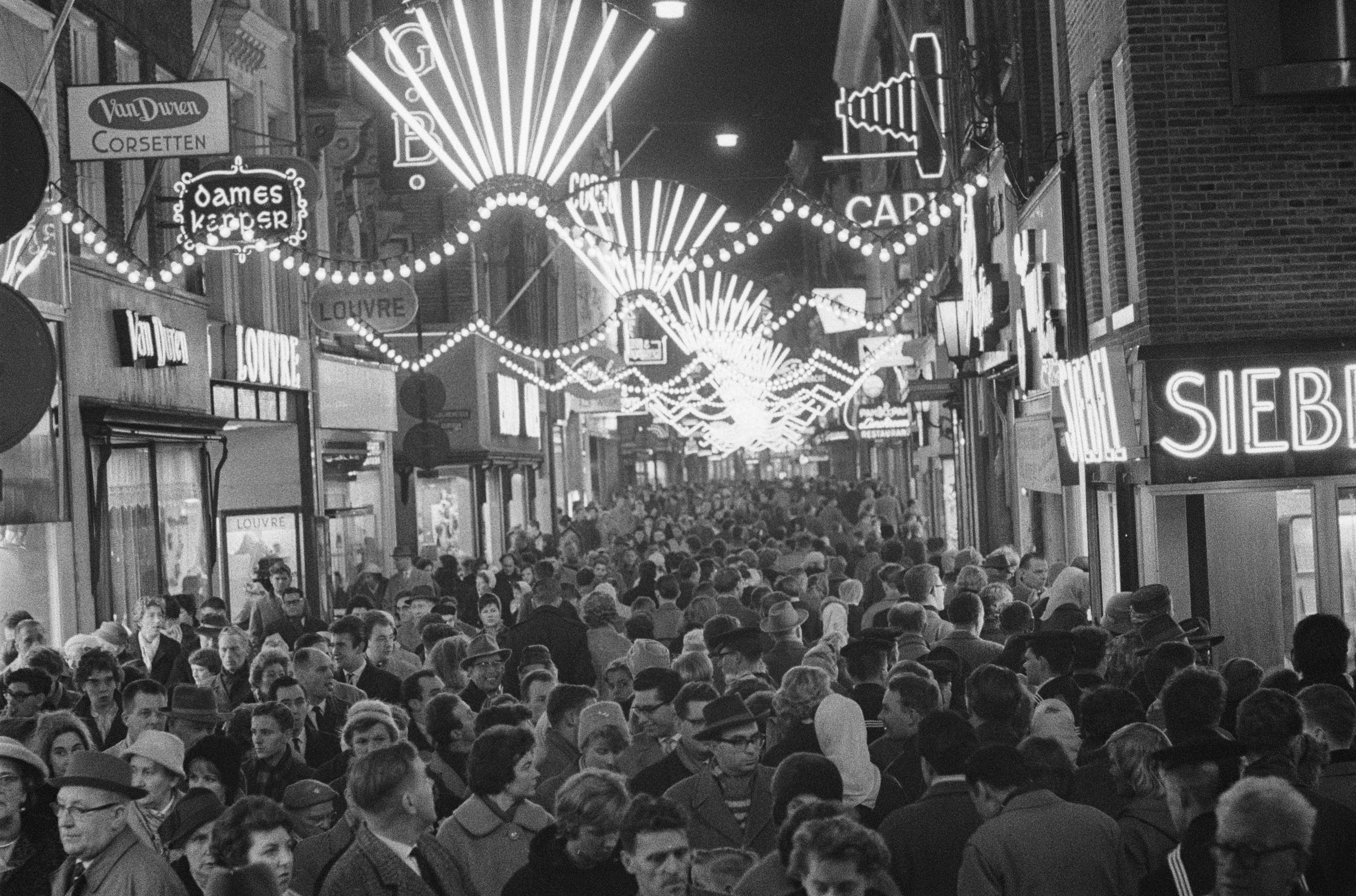
Koopavond voor Sinterklaas, Kalverstraat 1960

Koopavond is een avond in de week waarop winkels langer geopend zijn. In Nederland, sinds 1976, is dat meestal tot 21.00 uur. Voorheen werd per gemeente bepaald welke avond dit was.  Dit moest wel altijd de donderdag- of vrijdagavond zijn. Hoewel winkels sinds de Winkeltijdenwet van 1996 van maandag tot en met zaterdag tot 22.00 uur open mogen zijn zetten winkeliers vaak de traditie voort om afhankelijk van de gemeente op donderdag of vrijdag tot 21.00 uur open te zijn, ook omdat klanten aan de betreffende koopavond gewend zijn en het handig voor hen kan zijn dat alle winkels op dezelfde avond open zijn.
Daarnaast zijn er winkels die bijvoorbeeld zowel donderdag als vrijdag langer open zijn (en dan soms slechts tot 20.00 uur) en winkels (vooral supermarkten, bouwmarkten, witgoedzaken en IKEA) die elke dag tot 21.00 of 22.00 uur open zijn.
Naar schatting heeft 65% van de winkelcentra in Nederland koopavond op donderdagavond en circa 35% op vrijdagavond. In grotere steden is de koopavond meestal op donderdag, in dorpen (soms ook buitenwijken) meestal op vrijdagen.

## Geschiedenis
Oorspronkelijk moesten winkeliers op werkdagen uiterlijk om 18.00 uur de winkel sluiten. In de jaren vijftig kreeg men zijn loon wekelijks uitbetaald, aan het eind van de donderdag. Met dat nieuwe salaris ging men weer de inkopen doen. De winkeliers speelden hierop in door hun zaak op die dag een aantal uren langer open te houden en zo de arbeiders te bedienen. Deze natuurlijk gegroeide regeling werd later in de wetgeving vastgelegd. Op de deur of winkelruit stonden de openingstijden aangegeven, met een modelkaart met gele en zwarte tabellen, die door de gemeente werd verstrekt. Dit duurde tot 1996.

## Toekomst
Aan het begin van de 21ste eeuw staat de koopavond ter discussie. Deze discussie splijt de ondernemerswereld. De grote ondernemers kunnen makkelijker hun openingstijd met een paar uur verlengen terwijl de kleine zaken zich dit niet kunnen veroorloven. De grote ondernemers gebruiken de bijzondere sfeer van de avond om hun product extra (letterlijk) in de schijnwerpers te zetten. De onenigheid over de kosten en baten en daarmee de openingstijden van de koopavond leidt tot verschillende openingstijden in een winkelstraat. Sommige kleine ondernemers doen niet meer mee vanwege geringe omzet op de avonduren en de veiligheid. Bovendien geloven sommigen dat de klandizie van de koopavond afgesnoept wordt door de koopzondag. Waarschijnlijker is die geringe omzet een gevolg van verruimde openingstijden in het algemeen.